# 毎日映画コンクール外国映画ベストワン賞
毎日映画コンクール外国映画ベストワン賞（まいにちえいがコンクールがいこくえいがベストワンしょう）は、「毎日映画コンクール」において、外国映画を対象に実施されている賞。1月1日から12月31日までに日本国内で上映された作品、もしくは当該期間内に完成し上映予定の作品が対象で、公募された作品の中から、1次審査委員による多数決で決定される。

## 受賞作リスト
- この字体は日本映画大賞を受賞。受賞年は下記表記の翌年（授賞式は2月）。
- 第70回までの各受賞作については、外部リンクの「コンクールの歴史」を出典としている。

### 第44回 - 第50回
| 年度          | 作品                       | 監督                     |
| 1983年 第38回 | ソフィーの選択             | アラン・J・パクラ        |
| 1984年 第39回 | ドレッサー                 | ピーター・イェーツ       |
| 1985年 第40回 | 田舎の日曜日               | ベルトラン・タヴェルニエ |
| 1986年 第41回 | カイロの紫のバラ           | ウディ・アレン           |
| 1987年 第42回 | バウンティフルへの旅       | ピーター・マスターソン   |
| 1988年 第43回 | 戦場の小さな天使たち       | ジョン・ブアマン         |
| 1989年 第44回 | ニュー・シネマ・パラダイス | ジュゼッペ・トルナトーレ |
| 1990年 第45回 | 悲情城市                   | 侯孝賢                   |
| 1991年 第46回 | ダンス・ウィズ・ウルブズ   | ケビン・コスナー         |
| 1992年 第47回 | JFK                        | オリバー・ストーン       |
| 1993年 第48回 | 許されざる者               | クリント・イーストウッド |
| 1994年 第49回 | さらば、わが愛/覇王別姫    | 陳凱歌                   |
| 1995年 第50回 | ショーシャンクの空に       | フランク・ダラボン       |

### 第51回 - 第60回
| 年度          | 作品                         | 監督                     |
| 1996年 第51回 | ユリシーズの瞳               | テオ・アンゲロプロス     |
| 1997年 第52回 | イングリッシュ・ペイシェント | アンソニー・ミンゲラ     |
| 1998年 第53回 | L.A.コンフィデンシャル#映画  | カーティス・ハンソン     |
| 1999年 第54回 | 恋におちたシェイクスピア     | ジョン・マッデン         |
| 2000年 第55回 | スペース カウボーイ          | クリント・イーストウッド |
| 2001年 第56回 | 山の郵便配達                 | 霍建起                   |
| 2002年 第57回 | 鬼が来た!                    | 姜文                     |
| 2003年 第58回 | 戦場のピアニスト             | ロマン・ポランスキー     |
| 2004年 第59回 | ミスティック・リバー         | クリント・イーストウッド |

### 第61回 - 第70回
| 年度          | 作品                                              | 監督                                   |
| 2006年 第61回 | 父親たちの星条旗                                  | クリント・イーストウッド               |
| 2007年 第62回 | 長江哀歌                                          | ジャ・ジャンクー                       |
| 2008年 第63回 | ダークナイト                                      | クリストファー・ノーラン               |
| 2009年 第64回 | グラン・トリノ                                    | クリント・イーストウッド               |
| 2010年 第65回 | 息もできない                                      | ヤン・イクチュン                       |
| 2011年 第66回 | 英国王のスピーチ                                  | トム・フーパー                         |
| 2012年 第67回 | ヒューゴの不思議な発明                            | マーティン・スコセッシ                 |
| 2013年 第68回 | 愛、アムール                                      | ミヒャエル・ハネケ                     |
| 2014年 第69回 | 6才のボクが、大人になるまで。                     | リチャード・リンクレイター             |
| 2015年 第70回 | バードマン あるいは（無知がもたらす予期せぬ奇跡） | アレハンドロ・ゴンサレス・イニャリトゥ |

### 第71回 -
| 年度          | 作品                         | 監督                     |
| 2016年 第71回 | ハドソン川の奇跡             | クリント・イーストウッド |
| 2017年 第72回 | わたしは、ダニエル・ブレイク | ケン・ローチ             |
| 2018年 第73回 | スリー・ビルボード           | マーティン・マクドナー   |
| 2019年 第74回 | ジョーカー                   | トッド・フィリップス     |
| 2020年 第75回 | パラサイト 半地下の家族      | ポン・ジュノ             |
| 2021年 第76回 | ノマドランド                 | クロエ・ジャオ           |
| 2022年 第77回 | ベルファスト                 | ケネス・ブラナー         |
| 2023年 第78回 | TAR/ター                     | トッド・フィールド       |
| 2024年 第79回 | オッペンハイマー             | クリストファー・ノーラン |